# Путешествие капитана Фракасса
«Путешествие капитана Фракасса» (итал. Il Viaggio Di Capitan Fracassa) — итальянский кинофильм 1990 года, поставленный режиссёром Этторе Скола по мотивам приключенческого романа Теофиля Готье. Фильм открыл 41-й Берлинский международный кинофестиваль.

## Сюжет
Молодой барон де Сигоньяк (Венсан Перес) — потомок древнего рода, но не имеет за душой ничего, кроме шпаги и фамильной чести. Он едет в Париж вместе с бродячей театральной труппой, рассчитывая занять видное место при дворе короля. Однако постепенно дворянин понимает, что его влечёт не боевая слава, а театр и актёрское ремесло. Вступившись за юную актрису Изабеллу (Эммануэль Беар), барон выходит на дуэль с герцогом де Валломбрезом. Написав пьесу о капитане Фракассе на основе уже собственных приключений, де Сигоньяк ставит её на сцене театра.

## В ролях
- Венсан Перес — барон де Сигоньяк
- Эммануэль Беар — Изабелла
- Массимо Троизи — Пульчинелла
- Орнелла Мути — Серафина
- Лауретта Масьеро[англ.] — леди Леонард
- Массимо Вертмюллер[англ.] — Леандр
- Ремо Джироне — Валломбрез

## Награды и номинации
Итальянский Национальный синдикат киножурналистов, 1991 год
- Награда — Лучшая работа художника-постановщика (Лучано Риччери, Паоло Бьяджетти)
- Награда — Лучший дизайн костюмов (Одетт Николетти)

Давид ди Донателло, 1991 год
- Награда — Лучшая операторская работа (Лучано Товоли)
- Награда — Лучшая художественная постановка (Лучано Риччери, Паоло Бьяджетти)
- Номинация — Лучшая музыка (Армандо Тровайоли)
- Номинация — Лучший костюм (Одетт Николетти)

Берлинский кинофестиваль, 1991 год
- Номинация — Золотой медведь (Этторе Скола)